# Riocreuxia
Riocreuxia là chi thực vật có hoa trong họ Apocynaceae.

## Các loài
- Riocreuxia aberrans R.A. Dyer, 1937
- Riocreuxia alexandrina (Huber) R.A. Dyer, 1981
- Riocreuxia bolusii N.E. Br., 1908
- Riocreuxia burchellii K. Schum., 1895[3]
- Riocreuxia chrysochroma (H. Huber) Radcl.-Sm., 1967
- Riocreuxia flanaganii Schltr., 1894
- Riocreuxia picta Schltr., 1894
- Riocreuxia polyantha Schltr., 1895
- Riocreuxia splendida K. Schum., 1900
- Riocreuxia torulosa Decne., 1844
- Riocreuxia woodii N.E.Br., 1908